# Claudia Butenuth
Claudia-Gloria Butenuth (* 20. September 1945 in Göttingen; † 1. September 2016) war eine deutsche Schauspielerin.

## Leben
Während ihrer Kindheit in Berlin, Köln und Nantes nahm sie dort sowie später in München Schauspielunterricht, den sie 1967 mit der bestandenen Prüfung bei der Paritätischen Bühnengenossenschaft abschloss. Nachdem sie bereits während ihrer Schauspielausbildung am Universitätsklinikum Köln zur Elektroenzephalografin ausgebildet worden war, widmete sich Butenuth von 1975 bis 1977 einer Heilpraktikerlehre.
Bereits während des Schauspielunterrichts hatte Butenuth in der kabarettistischen Fernsehshow Panoptikum ihren ersten Auftritt vor der Kamera, auf den zahlreiche internationale Arbeiten folgen sollten, so neben James Mason und Kirk Douglas im Fernsehfilm The Legend of Silent Night. Sie spielte neben Joachim Fuchsberger im Edgar-Wallace-Film Das Geheimnis der grünen Stecknadel, neben Heinz Erhardt in Willi wird das Kind schon schaukeln. Oft war sie in italienischen und französischen Produktionen zu sehen. Zu ihren international bekannten Filmpartnern gehören Omar Sharif, Michael Caine, Sophia Loren, John Cassavetes, Jeff Bridges, Bianca Jagger, Robert Vaughn und Max von Sydow.
Drei Jahrzehnte lang trat Claudia Butenuth immer wieder als Gastdarstellerin im Fernsehen in Erscheinung, darunter in Mehrteilern wie Paul Gauguin oder Die Stadt im Tal, aber auch in langlebigen Serien wie Der Kommissar, Die Schwarzwaldklinik, Der Alte und Derrick. Zwischenzeitlich nahm sie Theaterengagements an, darunter in Köln, Hamburg, Berlin, Düsseldorf und München. Sie erhielt etliche Ehrungen und Preise.
Ab Mitte der 1980er Jahre fuhr sie ihre Filmarbeit etwas zurück und betätigte sich vornehmlich als Malerin. Nebenher war sie als begeisterte Tennisspielerin aktiv und gewann bspw. 1981 den Greater Cup „Dali Skulptur“, an dem sie zugunsten der Deutschen Krebshilfe teilnahm. 1986 war sie die Initiatorin für die Kinderkrebshilfe, in die sich auch viele Kollegen einbrachten. Sie baute die Organisation drei Jahre lang auf und übergab sie dann den Elterninitiativen für krebskranke Kinder als Hilfe zur Selbsthilfe.
1990 brachte sie die Autobiographie Begegnungen heraus, zwei Jahre später schrieb sie gemeinsam mit zwei Schriftstellern die Kurzgeschichtensammlung Zwei Männer und eine Frau, worauf noch weitere literarische Werke folgten.
1995 zog sich Butenuth nach einer Derrick-Episode komplett von der Schauspielerei zurück und widmete sich Kinderprojekten, insbesondere dem 2000 ins Leben gerufenen Children Are Our Future e. V. sowie seit 2008 dem Projekt „lunch 4 children“, das Kindern im Hunsrück ein Schul-Mittagessen finanziert.
Im Juli 2008 heiratete Butenuth auf Bornholm Patrick Neville Booth aus Südafrika. Sie war Mutter eines Sohnes, Oliver Butenuth, der in den 1970er Jahren vereinzelt als Kinderdarsteller aktiv war. Er starb am 27. Januar 2014 an einem Aneurysma in Forio auf Ischia, wo er als Künstler tätig war und eine Galerie leitete.
Im Jahr 2016 war Claudia Butenuth in Übers Sterben zu sehen. Der von der Hochschule für Fernsehen und Film München produzierte Kurzfilm zeigt das Interview mit der tödlich erkrankten ehemaligen Schauspielerin. Sie starb kurz nach den Dreharbeiten im Alter von 70 Jahren.

## Filmografie

### Kino
- 1968: Die goldene Pille
- 1968: Im Schloß der blutigen Begierde
- 1971: Das vergessene Tal (The Last Valley)
- 1971: Wenn mein Schätzchen auf die Pauke haut
- 1972: Willi wird das Kind schon schaukeln
- 1972: Das Geheimnis der grünen Stecknadel (Cosa avete fatto a Solange?)
- 1975: Ansichten eines Clowns
- 1977: Ich will leben
- 1978: Rheingold
- 1978: Verstecktes Ziel (Brass Target)
- 1979: Der Ringer (The American Success Company)
- 1982: Der Tod in der Waschstraße
- 2016: Übers Sterben (Kurzfilm)

### Fernsehen
- 1965: Programm ohne Sendung
- 1965: Panoptikum
- 1966: Wohin mit Fridolin
- 1966: Standhafer
- 1966: Die Weinlese
- 1967: Das Kriminalmuseum (TV-Serie) – Episode: Die rote Maske
- 1967: Fisimatenten
- 1967: The Legend of Silent Night
- 1968: Der Tod eines Schülers
- 1969: Hürdenlauf
- 1969: Das Opfer (TV-Serie)
- 1969: Sybille (Kurzfilm)
- 1969: Gestern gelesen (TV-Serie) – Episode: Der Mann aus Casablanca
- 1970: Baal
- 1970: FBI – Francesco Bertalozzi investigatore (TV-Serie)
- 1970: Der Fall von nebenan (TV-Serie) – Episode: Wirbel um Niklas
- 1970: Ludwig van Beethoven: In allem streng die Wahrheit
- 1970: Ein Kinderspiel
- 1971: Tatort (TV-Serie) – Episode: Kressin und der Laster nach Lüttich
- 1971: Diamantendedektiv Dick Donald (TV-Serie) – Episode: Okangawa
- 1971: Aufstiegschancen
- 1971: Tanz auf dem Regenbogen (TV-Serie)
- 1971: Der Pedell
- 1971: Der alte Mann
- 1972: Der Kommissar (TV-Serie) – Episode: Überlegungen eines Mörders
- 1972: Trubel um Trixie (Kinofilm)
- 1973: Tucholsky: Scheinwerfer durch die Nacht
- 1973: The 500 Pound Jerk
- 1973: Frühbesprechung (TV-Serie) – Episode: Das grüne Nummernschild
- 1973: Graf Luckner (TV-Serie) – Episode: Ein gewisser Herr Wallace
- 1974: Spiel im Morgengrauen (La dernière carte)
- 1974–1975: Motiv Liebe (TV-Serie, 26 Folgen)
- 1974: Die Fälle des Herrn Konstantin (TV-Serie)
- 1974: Die preußische Heirat
- 1974: Derrick (TV-Serie) – Episode: Stiftungsfest
- 1975: Die Stadt im Tal
- 1975: Paul Gauguin (TV-Serie)
- 1975: Tristan
- 1975: Gestern gelesen (TV-Serie) – Episode: Bitterer Tee
- 1975: Rene Fall
- 1975: Alle Jahre wieder
- 1976: Der Schneesturm
- 1976: Die Unternehmungen des Herrn Hans (TV-Serie, 20 Folgen)
- 1977: Planübung
- 1978: MS Franziska (TV-Serie) – Episode: Probefahrt
- 1978: Protokoll eines Verdachts
- 1979: Lieben Sie Kishon? (TV-Serie)
- 1979: Derrick (TV-Serie) – Episode: Die Puppe
- 1979: Achtung Kunstdiebe (TV-Serie) – Episode: Kennen Sie Cranach?
- 1979: Ein Mord, den jeder begeht
- 1981: Das feuerrote Spielmobil II (TV-Serie)
- 1981: Madame Thekla
- 1981: Sokko (TV-Serie)
- 1982: Inside the Third Reich
- 1982: Der Androjäger (TV-Serie) – Episode: Wie geschaffen zur Karriere
- 1982: Der kleine Bruder
- 1983: Landluft (TV-Serie)
- 1983: Der Alte (TV-Serie) – Episode: Freundschaftsdienst
- 1984: Battling le ténébreux
- 1984: Der Alte (TV-Serie) – Episode: Der Unbekannte im Spiel
- 1984: Die Wiesingers (TV-Serie, 20 Folgen)
- 1984: Derrick (TV-Serie) – Episode: Der Klassenbeste
- 1984: Reserl am Hofe
- 1985: Goldene Zeiten – Bittere Zeiten (TV-Serie) – Folge 14
- 1985: Glücklich geschieden (TV-Serie, 6 Folgen)
- 1985: Unsere schönsten Jahre (TV-Serie) – Episode: Die Traumfrau
- 1985: In Amt und Würden
- 1986: SOKO 5113 (TV-Serie) – Episode: Das Versprechen
- 1986: Sommer
- 1987: SOKO 5113 (TV-Serie) – Episode: Chirurg im Schussfeld
- 1987: Wie würden Sie entscheiden? (TV-Serie) – Episode: Schweigepflicht
- 1987: Nächtliche Schatten
- 1987: Eichingers Fälle
- 1988: Die Schwarzwaldklinik (TV-Serie, Staffel 3)
- 1988: Der Alte (TV-Serie) – Episode: Ein ganz gewöhnlicher Mord
- 1990: Sentimental Journey
- 1990: Hotel Paradies (TV-Serie)
- 1990: Beppo Brem Special
- 1991: Sokko II
- 1991: Die glückliche Familie (TV-Serie) – Episode: Zweifel, Liebe, Hoffnung
- 1992: Police FBI (TV-Serie)
- 1992: Regina auf den Stufen (TV-Serie)
- 1992: Verkehrsgericht (TV-Serie) – Episode: Angeklagt, ein Radfahrer
- 1992: Der Fotograf oder das Auge Gottes (TV-Serie)
- 1992: Ungelöste Geheimnisse (TV-Serie)
- 1993: Happy Holiday (TV-Serie) – Episode: Der Star
- 1993: Rußige Zeiten (TV-Serie) – Episode: Beinahe im Himmel
- 1993: Sylter Geschichten (TV-Serie)
- 1994: Die Wache (TV-Serie) – Episode: Riskante Geschäfte
- 1995: First Daughter
- 1995: Das Kartenspiel
- 1995: Derrick (TV-Serie) – Episode: Eines Mannes Herz

## Bücher
- Claudia Butenuth: Begegnungen. Edition Erd, München 1990, ISBN 3-8138-0179-9.
- Bernhard Ganter, Claudia Butenuth und Werner Schlierf: Zwei Männer und eine Frau …. Lübbe, Bergisch Gladbach 1994, ISBN 3-404-12196-1.